# Гордана Косановић
Гордана Косановић (Ваљево, 8. август 1953 — Београд, 8. август 1986) била је југословенска и српска глумица.

## Биографија
Гордана је рођена у Ваљеву, 8. августа 1953. године.
Глуму је студирала на Факултету драмских уметности у Београду. Била је у Београдском драмском позоришту, а затим у Атељеу 212. Међународну каријеру остварила је у репертоару театра а. д. РУНХР у Немачкој, у ансамблу Роберта Ћулија.
Умрла је 8. августа 1986. године у Београду.
Сахрањена је на гробљу у селу Дићи.

## Награда Гордана Косановић
У Немачкој се од 19. новембра 1987. додељује награда названа по њој, глумцима који се одликују провокативним начином игре.

## Филмографија
| Год.   | Назив                         | Улога              |
| ------ | ----------------------------- | ------------------ |
| 1970-е |                               |                    |
| 1974.  | Имала је петнаест година      |                    |
| 1975.  | Ђавоље мердевине              |                    |
| 1976.  | Врхови Зеленгоре              | Борка              |
| 1976.  | Чувар плаже у зимском периоду | Љубица Миладиновић |
| 1977.  | Пас који је волео возове      |                    |
| 1979.  | Какав дан                     |                    |
| 1979.  | Освајање слободе              | Рада Костић        |
| 1979.  | Усијање                       | Мирна              |
| 1980-е |                               |                    |
| 1981.  | Пикник у Тополи               | Олга               |
| 1981.  | Дувански пут                  | Мирна              |
| 1985.  | Alles Paletti                 |                    |